# Kanaloa kahoolawensis
Kanaloa kahoolawensis är en ärtväxtart som beskrevs av David H. Lorence och K.Wood. Kanaloa kahoolawensis ingår i släktet Kanaloa och familjen ärtväxter. Inga underarter finns listade i Catalogue of Life.